# Tottenham Hotspur Stadium
Das Tottenham Hotspur Stadium ist ein Fußballstadion im nordöstlichen Londoner Stadtteil Tottenham, Vereinigtes Königreich. Es ist mit einem Fassungsvermögen von 62.850 Zuschauern die neue Heimspielstätte des Fußballvereins Tottenham Hotspur. Es wurde teilweise auf dem Grund des alten Stadions, der White Hart Lane, dessen Abriss 2017 begann, errichtet. Als Besonderheiten hat das neue Stadion unter dem Fußballplatz ein Footballfeld aus Kunstrasen, eine eigene Brauerei, die längste Bar Englands (Goal Line Bar) und ein eigenes Hundeklo. Das Stadion ist seit 2019 Austragungsort der NFL International Series.
Im Sommer 2020 wurde vom Verein mit dem The Dare Skywalk eine Tourismusattraktion auf dem Dach des Tottenham Hotspur Stadions eröffnet, die einen 360°-Ausblick auf London und das Stadion bietet. Erhofft wird sich die Entwicklung einer neuen touristischen Landmarke in London.

## Geschichte
Am 31. Oktober 2008 gab Tottenham Hotspur bekannt, dass im Rahmen des Northumberland Development Project die White Hart Lane durch einen 60.000 Plätze fassenden Neubau unmittelbar nördlich ersetzt werden solle. Die Planungen wurden vom 14. bis zum 18. November 2008 präsentiert und beinhalteten neben dem Stadionneubau ein Vereinsmuseum, Geschäfte, Wohnungen und den neuen Sitz der Tottenham Hotspur Foundation. Zunächst zogen die Spurs außerdem in Erwägung, nach den Olympischen Sommerspielen 2012 in das Olympiastadion London umzuziehen, entschieden sich aber nach Ausschreitungen in Tottenham im August 2011, den wirtschaftlich bedeutenden Verein nicht umzusiedeln und sich auf den Neubau in der alten Heimat zu konzentrieren. Ab 2013 kamen Planungen auf, das Stadion als Multifunktionsarena zu bauen, um auch Spiele der US-amerikanischen Footballliga National Football League (NFL), die im Rahmen der NFL International Series seit 2007 Partien im Wembley-Stadion austrägt, auch in Tottenham austragen zu können. Im Juli 2015 einigten sich Tottenham Hotspur und die NFL darauf, über einen Zeitraum von zehn Jahren mindestens zwei NFL-Partien pro Jahr in Tottenham auszutragen.
Im Juli 2014 wurden die Pläne für das neue Stadion in Tottenham von der Stadt größtenteils genehmigt, die vollständige Genehmigung erfolgte im Dezember 2015 und wurde im Februar 2016 vom Londoner Bürgermeister Boris Johnson abschließend bestätigt. Die Kosten wurden zunächst mit 400 Millionen Pfund Sterling veranschlagt, geplant war die Fertigstellung zu Beginn der Saison 2018/19. Zur Saison 2017/18 zogen die Spurs nach Wembley um, da die alte White Hart Lane abgerissen wurde, um Platz für das neue Stadion zu schaffen.
Ursprünglich sollte das neue Stadion mit dem ersten Heimspiel der Spurs in der Premier League 2018/19 gegen den FC Liverpool am 15. September 2018 eröffnet werden, der Termin musste allerdings wegen Mängeln beim Brandschutz verschoben werden. Die Partie der Oakland Raiders gegen die Seattle Seahawks, die am 14. Oktober 2018 als erste NFL-Partie im Tottenham Hotspur Stadium stattfinden sollte, wurde nach Wembley verlegt.
Im Oktober 2018 gab die NFL bekannt, dass zwei Spiele der Saison 2019 im neuen Stadion ausgetragen werden sollen. Die Partie der Oakland Raiders gegen die Chicago Bears (6. Oktober) sowie die Begegnung der Tampa Bay Buccaneers gegen die Carolina Panthers (13. Oktober) fanden in der New White Hart Lane statt.
Am 24. März 2019 fand das erste von zwei Testspielen im neuen Stadion statt. Die U-18 der Spurs trafen auf den Nachwuchs des FC Southampton. Die Besucherzahl war auf 30.000 Zuschauer begrenzt. Der Test verlief ohne Probleme. Die Legenden-Auswahl Spurs Legends traf am 30. März zu einer Partie mit begrenzter Besucherzahl von rund 45.000 auf eine Mannschaft von ehemaligen Spielern von Inter Mailand namens Inter Forever. Sie endete mit 4:5 für die Altstar von Inter. An der Partie nahmen u. a. Jürgen Klinsmann (für beide Mannschaften), Paul Gascoigne, Juan Sebastián Verón, David Ginola, Laurent Blanc, Robbie Keane, Dimitar Berbatow, Houssine Kharja, Nicola Ventola, David Suazo, Teemu Tainio, Allan Nielsen, Rafael van der Vaart, Darren Anderton und Steffen Freund teil. Die erste Heimpartie der Premier League fand am 3. April 2019 gegen Crystal Palace statt und endete vor 59.214 Zuschauern mit einem 2:0-Sieg für die Spurs. Das erste offizielle Tor schoss der südkoreanische Stürmer Son Heung-min. In der UEFA Champions League 2018/19 war die erste Begegnung das Hinspiel im Viertelfinale am 9. April gegen Manchester City, das Tottenham mit 1:0 gewann.
Der South Stand ist mit einem Fassungsvermögen von 17.500 Zuschauern größte Tribüne im Vereinigten Königreich. Das Vorbild dafür ist die Südtribüne im Dortmunder Signal Iduna Park namens Gelbe Wand. Das Stadion verfügt über eine eigene Brauerei. In einer Minute können 10.000 Pints Bier ausgeschenkt werden. Im Stadion sind Toiletten für Hunde vorhanden. Das Stadion hat auch ein Hotel mit insgesamt 180 Betten.
Ab 2020 soll der Rugby-Union-Club Saracens das jährliche Big Game im Stadion austragen. Die Vereinbarung hat eine Laufzeit von fünf Jahren. Das neue Tottenham-Stadion wurde im Mai 2019 als Austragungsort der Endspiele im European Rugby Champions Cup wie im European Challenge Cup 2021 ausgewählt.
Anfang August 2019 erhielten die Spurs vom Haringey Council die Genehmigung, das Platzangebot geringfügig von 62.062 auf 62.214 zu erweitern. Dies wird durch zusätzliche Sitzmöglichkeiten auf der Nord- und der Südtribüne bewerkstelligt. Anschließend wurde die Anzahl der Sitzplätze zwei weitere Male erweitert, sodass das Fassungsvermögen mittlerweile 62.850 Zuschauer beträgt.

## Spiele der NFL International Series
Das Tottenham Hotspur Stadium ist neben dem Wembley-Stadion Spielstätte der International Series der US-amerikanischen American-Footballliga NFL.
- 06. Okt. 2019: Oakland Raiders – Chicago Bears 24:21 (17:0) – Zuschauer: 60.463[26]
- 13. Okt. 2019: Tampa Bay Buccaneers – Carolina Panthers 26:37 (7:17)  –  Zuschauer: 60.087[27]
- 10. Okt. 2021: Atlanta Falcons – New York Jets 27:20 (20:3) – Zuschauer: 60.589[28]
- 17. Okt. 2021: Jacksonville Jaguars – Miami Dolphins 23:20 (10:13) – Zuschauer: 60.784[29]
- 02. Okt. 2022: New Orleans Saints – Minnesota Vikings 25:28 (7:6) – Zuschauer: 60.639[30]
- 09. Okt. 2022: Green Bay Packers – New York Giants 22:27 (10:7) – Zuschauer: 61.024[31]
- 08. Okt. 2023: Jacksonville Jaguars – Buffalo Bills 20:25 (7:0) – Zuschauer: 61.273[32]
- 15. Okt. 2023: Baltimore Ravens – Tennessee Titans 16:21 (0:12) – Zuschauer: 61.011[33]
- 06. Okt. 2024: New York Jets – Minnesota Vikings 17:23 (7:17) – Zuschauer: 61.139
- 13. Okt. 2024: Chicago Bears – Jacksonville Jaguars 35:16 (14:3) – Zuschauer: 61.182

## Architektur
Das Tottenham Hotspur Stadium wurde vom Architekturbüro Populous geplant.
Das Stadion ist eine asymmetrische Schüssel mit einem Fassungsvermögen von 62.850 Zuschauern. Die Schüsselform des Stadions ergibt sich aus der Notwendigkeit, die Bewirtungseinrichtungen  zu maximieren, während die Asymmetrie das Ergebnis der Schaffung einer einstöckigen Tribüne im Süden ist. Das Stadion ist ca. 48 m hoch, 250 m lang auf der Nord-Süd-Achse und ca. 200 m breit von Osten nach Westen. Der hufeisenförmige nördliche Teil hat 9 Stockwerke über dem Untergeschoss und 5 Stockwerke im Süden, mit einer Grundfläche von 119.945 m², was etwa viermal so groß ist wie die White Hart Lane. Das Stadion hat eine Fläche von 43.000 m² und ist damit fast doppelt so groß wie die White Hart Lane (24.000 m²).
Zusätzlich zu seinem Hybridrasenspielfeld besitzt das Stadion unter dem natürlichen Grün eine weitere Spielfläche, die mit einem Kunstrasen für Footballspiele der NFL oder andere Veranstaltungen genutzt werden kann. Das Fußballfeld wird in mehreren Elementen unter die Tribüne verschoben. Die Distanz zwischen dem Spielfeld und der Tribüne beträgt fünf Meter und damit weniger als in allen anderen britischen Stadien.
Das Stadion ist wie eine Konzerthalle konzipiert, die eine gute Akustik bietet, um die Atmosphäre am Spieltag zu optimieren. Die Ecken des Stadions sind geschlossen und die Tribünen sind nahe am Spielfeld platziert, so dass die Fans eine „Schallwand“ erzeugen, die im ganzen Stadion widerhallen kann. Das Design erstreckt sich auf die Form und das Material des Dachs und der Sitzplätze, wie z. B. die Aluminiumverkleidung des Dachs, und zielt darauf ab, sauberere und schnellere Nachhallzeiten zu erzeugen, die es den Fans ermöglichen, synchron zu singen, wodurch die Gesänge lauter sind und länger anhalten. Das Stadion ist auch so konzipiert, dass es den Charakter der White Hart Lane beibehält, aber lauter ist als diese und ein Gefühl von „Zuhause“ vermittelt.

## Name
Der Name des Stadions lautet vorläufig Tottenham Hotspur Stadium, bis ein Namenssponsor für die Fußballarena gefunden wird. Es wird auch als New White Hart Lane bezeichnet. Der Bau des Stadions kostet etwa eine Milliarde Pfund Sterling.

## Verkehrsanbindung
Das Stadion ist über vier naheliegende Stationen der London Overground erreichbar, am nächsten liegt die Station White Hart Lane. Zusammen mit zahlreichen Buslinien können bis zu 90.000 Personen pro Stunde befördert werden.

## Galerie

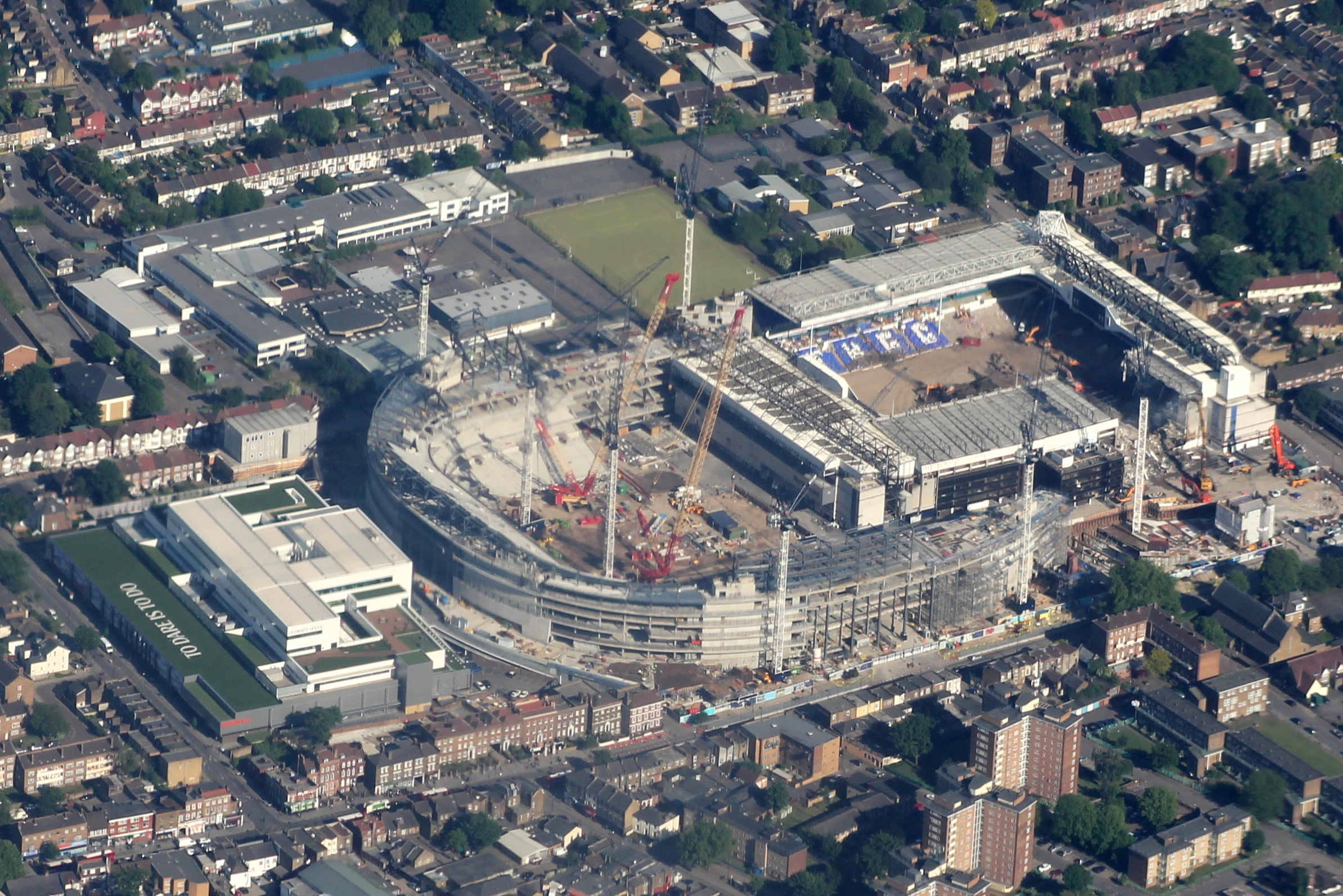
Das neue Stadion (links), rechts daneben die alte White Hart Lane (Mai 2017)
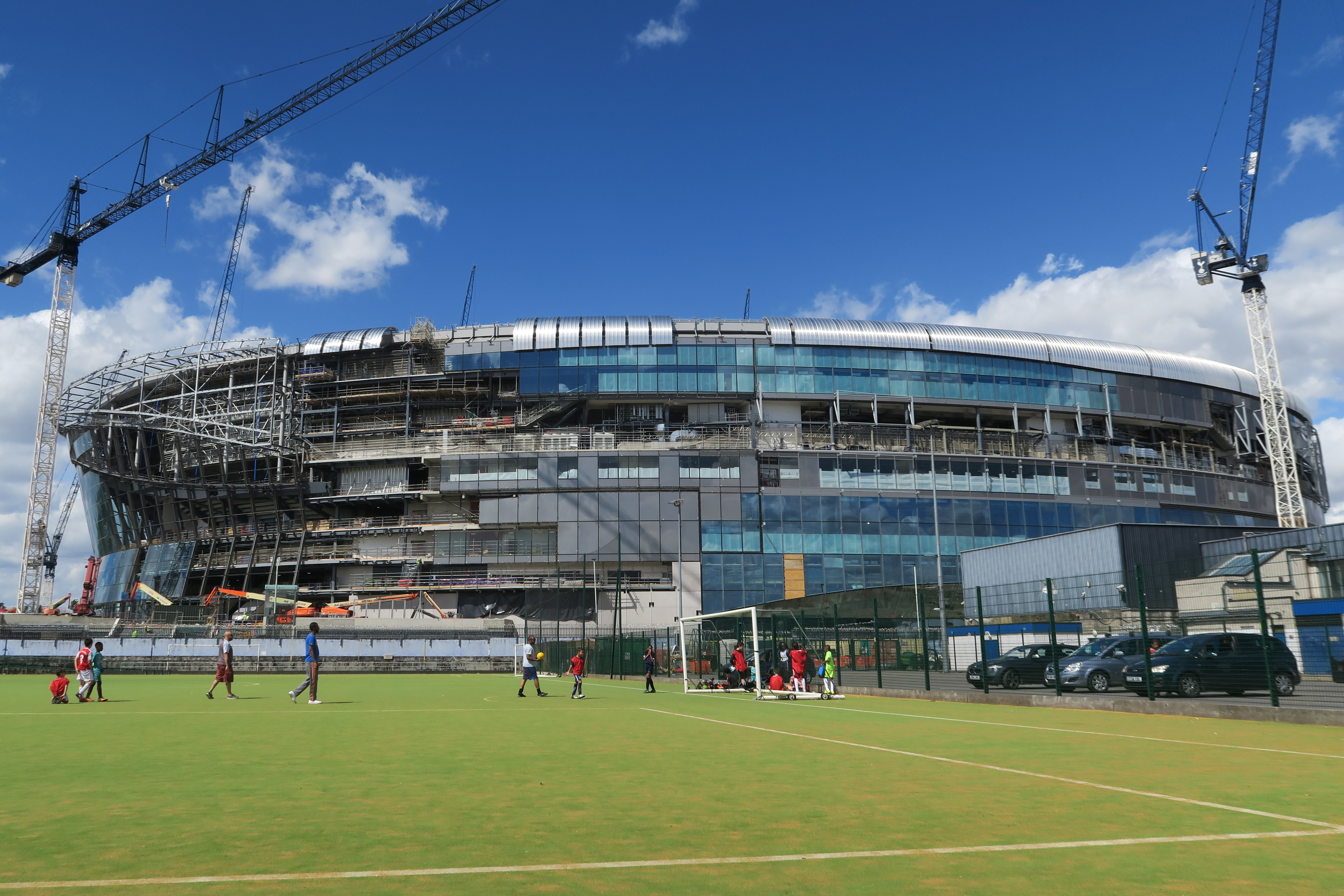
Die Ostseite im Juli 2018
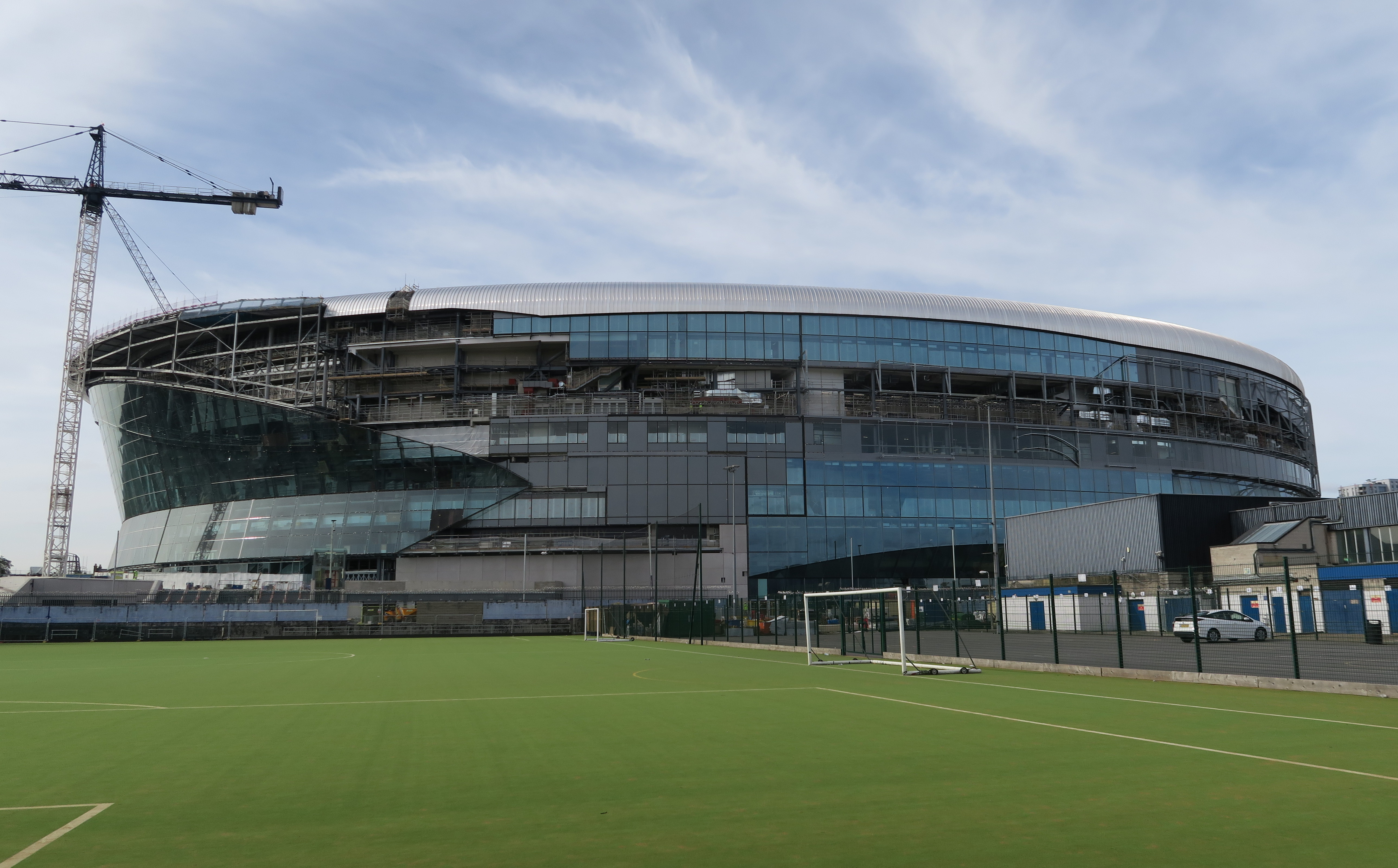
Die Ostseite im Oktober 2018
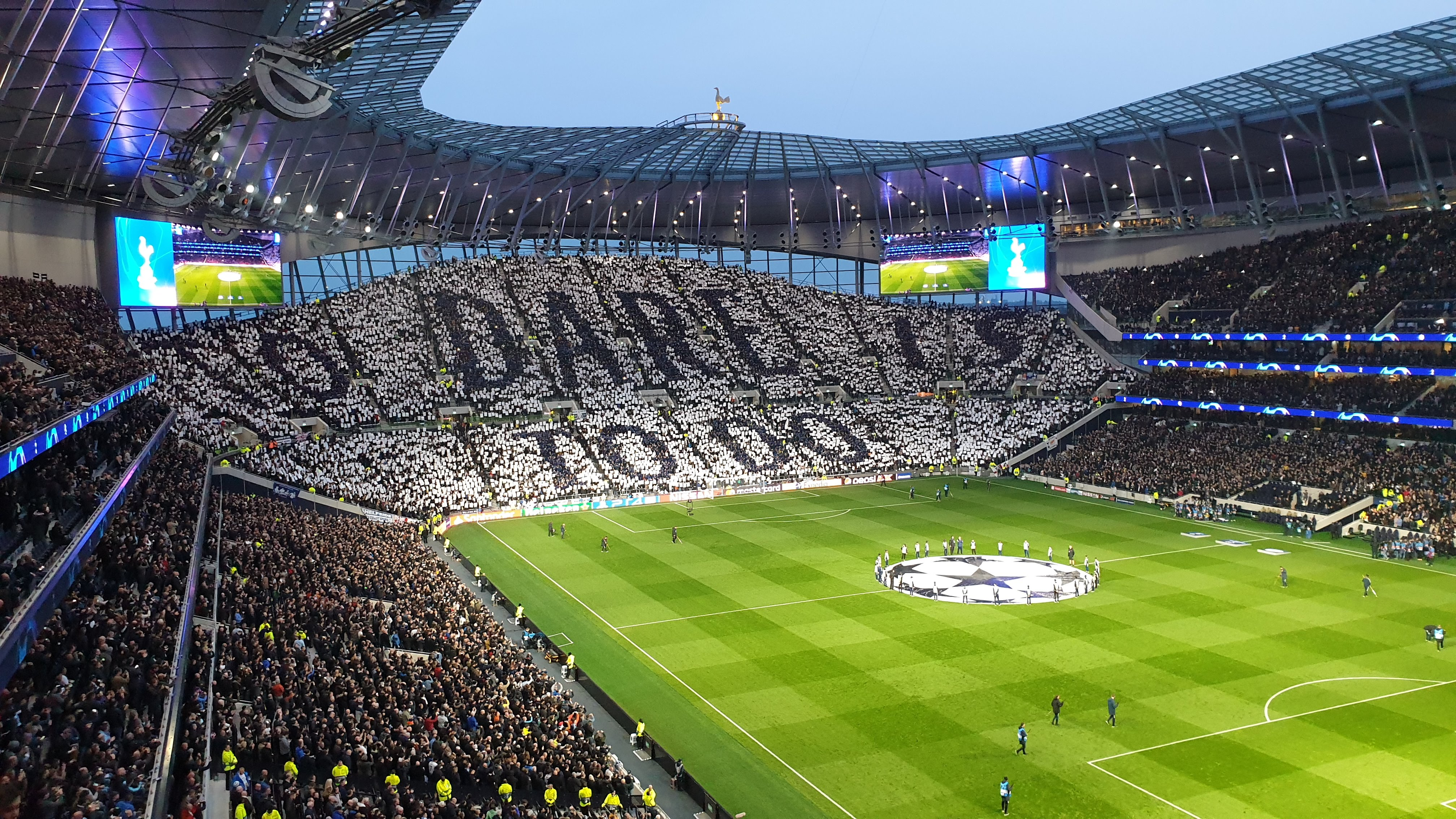
Choreographie der Tottenham-Fans auf dem South Stand beim Viertelfinale der UEFA Champions League 2018/19 gegen Manchester City (April 2019)